# استاندال
ماری آنری بِیل (زاده ۲۳ ژانویه ۱۷۸۳میلادی – درگذشته ۲۳ مارس ۱۸۴۲)، که بیشتر با نام استاندال /stɑ̃dal/   یا استندال /stɛ̃dal/ (تخلص وی) (Stendhal) مشهور است، نویسندهٔ سبک رئالیسم در فرانسه قرن نوزدهم میلادی‌ است. استاندال بیشتر به واسطهٔ رمان‌های صومعه پارم و همچنین سرخ و سیاه بسیار شناخته‌شده‌است که به دلیل تحلیل عمیق روان‌شناسی شخصیت‌های کلیدی داستان‌هایش بسیار مورد توجه است.
وی تا پیش از آنکه با نام استاندال مشهور گردد، با اسامی بسیاری از جمله لوییس الکساندر بومبت و آناستازیوس سر پیر آثارش را منتشر می‌نمود و تنها کتابی که با نام واقعی خودش منتشر کرد، کتابی است تحت عنوان تاریخ نقاشی مربوط به سال ۱۸۱۷. استاندال در نوشته‌ها و مکاتبات خود از نام‌های مستعار بسیار زیادی استفاده می‌کرد و غالباً، به دوستان خودش نام مستعار اختصاص می‌داد. نکته آنجا است که برخی از این دوستان او، این نام‌های مستعار را برای خود می‌پذیرفتند. وی در طول عمر خود از بیش از ۱۰۰ اسم مستعار استفاده کرد که به طرز حیرت‌انگیزی متنوع بودند. برخی از این اسامی را بیش از ۱ بار استفاده نکرد در حالی که در طول زندگی، برخی از این اسامی را مجدداً مورد استفاده قرار داد. پروسپر مریمه که مکاتبات چندی با استاندال داشت، اذعان نموده که استاندال، هرگز نامه‌ای را بدون نام جعلی ننوشت.

## آثار
- خاطره هایی درباره ناپلئون
- خاطرات یک سیاح
- آرمانس
- عشق- مجموعه داستان (۱۸۲۲)
- گردش‌های رم (۱۸۲۲)
- سرخ و سیاه (۱۸۳۸)
- صومعه پارم (۱۸۳۹)
- راهبۀ کاسترو

### به فارسی
کتاب‌های خاطره هایی درباره ناپلئون ترجمه صنعوی توسط انتشارات دوستان  به فارسی ترجمه شده است  سرخ و سیاه ترجمه مهدی سحابی نشر مرکز و عبدالله توکل نشر نیلوفر، صومعه پارم، راهبۀ کاسترو و دربارۀ عشق ترجمۀ گلاره جمشیدی، نشر قطره از جمله آثار اوست که به فارسی ترجمه شده‌است.